# Чемпионат Латвии по мини-футболу 2022/2023
Чемпиона́т Вы́сшей ли́ги Ла́твии по ми́ни-футбо́лу 2022/2023 (латыш. 2022.—2023. gada Virslīgas telpu futbola čempionāts) — 26-й розыгрыш чемпионата Латвии по мини-футболу, который проходил с 24 сентября 2022 года по 13 мая 2023 года.

## Турнирная таблица
| М | Команда                | И  | В  | Н | П  | Мячи     | ±    | О  |
| - | ---------------------- | -- | -- | - | -- | -------- | ---- | -- |
| 1 | Petrow/Бейтар1 (Рига)  | 16 | 15 | 1 | 0  | 153 − 19 | +134 | 46 |
| 2 | RFS Futsal (Рига)      | 16 | 13 | 1 | 2  | 102 − 33 | +69  | 40 |
| 3 | Саласпилс              | 16 | 9  | 1 | 6  | 54 − 64  | −10  | 28 |
| 4 | Ница/OtankiMill        | 16 | 9  | 1 | 6  | 58 − 53  | +5   | 28 |
| 5 | Екабпилс луши/Ошукалнс | 16 | 6  | 3 | 7  | 48 − 48  | 0    | 21 |
| 6 | Никерс (Кулдига)       | 16 | 6  | 1 | 9  | 39 − 56  | −17  | 19 |
| 7 | Мадона                 | 16 | 3  | 1 | 12 | 34 − 92  | −58  | 10 |
| 8 | РАБА (Рига)            | 16 | 2  | 3 | 11 | 39 − 106 | −67  | 9  |
| 9 | Kengaroos (Саласпилс)  | 16 | 3  | 0 | 13 | 46 − 102 | −56  | 9  |

И — игры, В — выигрыши, Н — ничьи, П — проигрыши, Мячи — забитые и пропущенные голы, ± — разница голов, О — очки

- «Саласпилс» опережает «Ница/OtankiMill» по результатам личных встреч (3:2 и 4:2).
- РАБА опережает «Kengaroos» по результатам личных встреч (4:3 и 13:5).

## Плей-офф

### Четвертьфинал
| Пара | Команда         | Счёт | Команда                | 1-я игра | 2-я игра     | 3-я игра |
| ---- | --------------- | ---- | ---------------------- | -------- | ------------ | -------- |
| 1    | Рига1           | 2—0  | РАБА                   | 6:0      | 14:4         | —        |
| 2    | RFS Futsal      | 2—0  | Мадона                 | 6:2      | 8:1          | —        |
| 3    | Саласпилс       | 2—0  | Никерс                 | 7:3      | 7:4          | —        |
| 4    | Ница/OtankiMill | 2—1  | Екабпилс луши/Ошукалнс | 4:2      | 1:1 (п. 1:4) | 3:2      |

1 8 марта команда «Petrow/Бейтар» сменила название на «Рига».

### Полуфинал
| Пара | Команда    | Счёт | Команда         | 1-я игра | 2-я игра | 3-я игра |
| ---- | ---------- | ---- | --------------- | -------- | -------- | -------- |
| 1    | Рига       | 3—0  | Ница/OtankiMill | 5:0      | 10:1     | 5:1      |
| 2    | RFS Futsal | 3—0  | Саласпилс       | 5:3      | 7:3      | 2:1      |

### За 3-е место
|   | Команда   | Счёт | Команда         | 1-я игра | 2-я игра | 3-я игра     |
| - | --------- | ---- | --------------- | -------- | -------- | ------------ |
| 3 | Саласпилс | 2—1  | Ница/OtankiMill | 4:3      | 1:5      | 3:3 (п. 4:2) |

### Финал
|   | Команда | Счёт | Команда    | 1-я игра | 2-я игра | 3-я игра    | 4-я игра |
| - | ------- | ---- | ---------- | -------- | -------- | ----------- | -------- |
| 1 | Рига    | 3—1  | RFS Futsal | 4:3      | 3:5      | 4:3 (д. в.) | 5:2      |